# Dragana Domuzin
Dragana Domuzin (Banja Luka, 3 novembre 2000) è una cestista bosniaca.

## Carriera
Con la Bosnia ed Erzegovina ha disputato i Campionati europei del 2021.